# Художественный музей Цуга
Художественный музей в Цуге (также Кунстхаус Цуга; нем. Kunsthaus Zug) — художественная галерея в швейцарском городе Цуг, основанная в 1990 году; поддерживается властями кантона, а также — художественными ассоциациями «Zuger Kunstgesellschaft» и «Stiftung der Freunde Kunsthaus Zug»; расположена в здании «Hof im Dorf», построенном в XVI веке; специализируется на венском модерне — представляет одну из наиболее значимых экспозиций за пределами Австрии; проводит временные выставки произведений современного искусства.